# Alfabeto samaritano

El alfabeto samaritano es una escritura consonántica empleada por los samaritanos en sus textos religiosos (como el pentateuco samaritano, escrito en su dialecto hebreo) o, bien, para citar partes de la Torá (como en sus mezuzot), así como para comentarios y traducciones en arameo y de vez en cuando en árabe.
El samaritano proviene directamente del alfabeto paleo-hebreo, que es una versión modificada del alfabeto fenicio en la que extensas porciones de la Biblia hebrea originalmente fueron escritas. Esta escritura fue usada por los antiguos israelitas, tanto judíos como samaritanos. Mientras que la archiconocida letra molde del llamado alfabeto hebreo, tradicionalmente usada por los judíos modernos, no es más que una versión estilizada del alfabeto arameo que ellos adoptaron de los persas, quienes a su vez lo adoptaron de los arameos. Tras la caída del Imperio persa, los judíos usaron tanto uno como otro antes de decantarse definitivamente por la forma aramea; no obstante, durante algún tiempo, siguieron empleando el paleo-hebreo (proto-samaritano) únicamente para escribir el Tetragrámaton; costumbre que, de igual modo, más tarde abandonarían.

## Evolución
La tabla de la derecha muestra la evolución de la escritura samaritana. La columna I corresponde al alfabeto paleo-hebreo, en tanto que la columna X muestra la forma moderna de las letras. En su extremo izquierdo se encuentran las letras hebreas equivalentes a las samaritanas a modo de referencia comparativa.

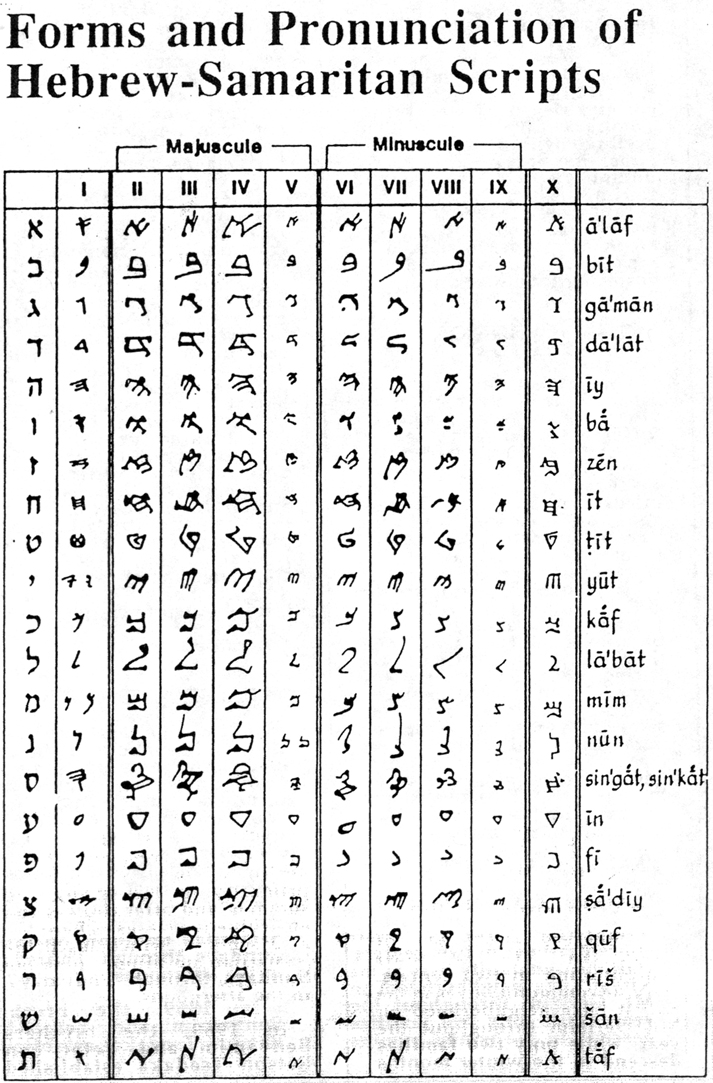
Evolución paleográfica de las letras samaritanas

## Letras

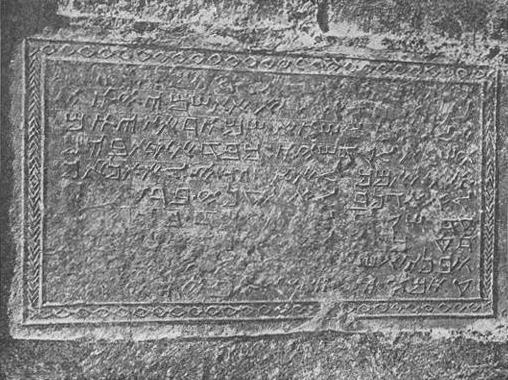
Antigua inscripción en hebreo samaritano, en una foto (c. 1900) del Fondo para la Exploración de Palestina.

| Letra | Cursiva | Nombre  | Alfabeto fenicio | Hebreo | Latino  |
| ----- | ------- | ------- | ---------------- | ------ | ------- |
| ࠀ     |         | ā'lāf   | 𐤀 Aleph          | א      | A       |
| ࠁ     |         | bīt     | 𐤁 Beth           | ב      | B       |
| ࠂ     |         | gā'mān  | 𐤂 Gimel          | ג      | C, G    |
| ࠃ     |         | dā'lāt  | 𐤃 Dalet          | ד      | D       |
| ࠄ     |         | īy      | 𐤄 He             | ה      | E       |
| ࠅ     |         | bâ      | 𐤅 Vav            | ו      | F, V, Y |
| ࠆ     |         | zēn     | 𐤆 Zayin          | ז      | Z       |
| ࠇ     |         | īt      | 𐤇 Het            | ח      | H       |
| ࠈ     |         | ţīt     | 𐤈 Tet            | ט      |         |
| ࠉ     |         | yūt     | 𐤉 Yod            | י      | I       |
| ࠊ     |         | kâf     | 𐤊 Kaf            | כ      | K       |
| ࠋ     |         | lā'bāt  | 𐤋 Lamed          | ל      | L       |
| ࠌ     |         | mīm     | 𐤌 Mem            | מ      | M       |
| ࠍ     |         | nūn     | 𐤍 Nun            | נ      | N       |
| ࠎ     |         | sin'gât | 𐤎 Samech         | ס      |         |
| ࠏ     |         | īn      | 𐤏 Ayin           | ע      | O       |
| ࠐ     |         | fī      | 𐤐 Pe             | פ      | P       |
| ࠑ     |         | şâ'dīy  | 𐤑 Tsadi          | צּ      |         |
| ࠒ     |         | qūf     | 𐤒 Qof            | ק      | Q       |
| ࠓ     |         | rīš     | 𐤓 Resh           | ר      | R       |
| ࠔ     |         | šān     | 𐤔 Shin           | שׁ      | S       |
| ࠕ     |         | tāf     | 𐤕 Tav            | ת      | T       |

### Vocales
| ࠖ  | in     | ࠗ  | ā'lāf          | ࠘  | oclusión       |
| ࠙  | dagesh | ࠚ | yūt epentética | ࠛ  | yût epentética |
| ࠜ  | ē      | ࠝ  | e              | ࠞ  | â              |
| ࠟ  | ā      | ࠠ  | a              | ࠡ  | æ̂              |
| ࠢ  | ǣ      | ࠣ  | æ              | ࠤ | ă              |
| ࠥ  | ă      | ࠦ  | ū              | ࠧ  | u              |
| ࠨ | î      | ࠩ  | ī              | ࠪ  | i              |
| ࠫ  | o      | ࠬ  | sukun          |   |                |

### Puntuación
࠭
࠰
࠱
࠲
࠳
࠴
࠵
࠶
࠷
࠸
࠹
࠺
࠻
࠼
࠽
࠾